# 江苏南京国家农业高新技术产业示范区
江苏南京国家农业高新技术产业示范区，原名南京白马国家农业科技园区，是位于中华人民共和国江苏省南京市的国家级农业高新区。

## 概况
该开发区要求农地农用，严禁改变科研试验、示范农业用地性质，实施国土空间规划，落实耕地保护制度，总面积145.86平方公里，推进作物表型组学研究设施、未来食品技术创新中心等重大项目建设，此外，规划了一条从溧水高铁站到农高区的云巴轨道交通。